# Thailand-Kantschil
Der Thailand-Kantschil (Tragulus williamsoni) ist eine wenig erforschte Säugetierart aus der Familie der Hirschferkel (Tragulidae). Er kommt im Norden Thailands und vermutlich im Süden Chinas vor, wo er möglicherweise Flussufer in Tiefländern bevorzugt. Bekannt ist er weitgehend nur von einem Individuum zuzüglich einiger Schädel. Wie alle Hirschferkel besitzt er eine kleine Statur. Sein Fell zeigt sich einheitlich ockerbraun gefärbt. Über die Lebensweise der Tiere liegen keine Informationen vor. Wissenschaftlich benannt wurde der Thailand-Kantschil im Jahr 1916. Er galt aber lange Zeit als Unterart des Kleinkantschils. Erst im Jahr 2004 wurde er provisorisch auf Artebene gehoben. Zur Bedrohung des Bestandes ist nichts bekannt.

## Merkmale

### Habitus
Der Thailand-Kantschil ist etwas größer als das Kleinkantschil (Tragulus kanchil). Maße liegen nur für das Holotyp-Exemplar vor. Dieses besitzt eine Kopf-Rumpf-Länge von 52,5 cm und eine Schwanzlänge von 7,4 cm. In der Farbgebung ähnelt es der Unterart Tragulus kanchil affinis. Es weist eine einheitlich ockerbraune Rückenfärbung ohne stärkere braune Einsprenkelungen auf. Am Nacken zieht sich ein nur schwer erkennbarer dunklerer Streifen entlang. Die Haare des Rückens enden in schwarzen Spitzen. Die Unterseite und das Kinn sind weiß. Beide Bereiche werden an der Kehle durch ein schräg verlaufendes rötlich braunes Band getrennt. Abweichend davon ist beim Annam-Kantschil (Tragulus versicolor) das Kehlband nicht vollständig ausgebildet und die hellen Abschnitte so miteinander verbunden. Die Beine des Thailand-Kantschils sind ebenfalls ockerfarben, hellen an den vorderen Gliedmaßen zur Außenseite hin etwas auf. An den 4,3 cm langen Ohren bedecken feine, kurze und dunkelbraune Haare die Außenseite. Die Hinterfußlänge beträgt 12,5 cm.

### Schädel- und Gebissmerkmale
Der Schädel des Belegexemplars ist 10,3 cm lang und an den Jochbögen bis zu 4,6 cm breit. Das Gebiss setzt sich aus 34 Zähnen zusammen, die Zahnformel lautet: {\displaystyle {\frac {0.1.3.3}{3.1.3.3}}}. Die Länge der oberen Zahnreihe beträgt 3,5 cm.

## Verbreitung
Die Art ist bisher weitgehend nur vom Holotyp-Exemplar bekannt, das aus Meh Lem in der Provinz Phrae im Norden Thailands stammt. Weitere Individuen aus dem Kreis Mengla in der chinesischen Provinz Yunnan können vermutlich aufgrund der Schädelmaße dem Thailand-Kantschil zugewiesen werden. Des Weiteren wurden im Jahr 2014 Bilder von Kamerafallen im Waldgebiet von Xishuangbanna in Mengla vorgestellt, die Hirschferkel mit einer vergleichbaren Fellfärbung wie beim Thailand-Kantschil zeigen. Wahrscheinlich umfasst die Verbreitung dadurch ein größeres Gebiet mit möglichen Vorkommen in Vietnam, Laos und Myanmar.

## Lebensweise
Über die Lebensweise des Thailand-Kantschils ist kaum etwas bekannt. Anhand von Trittsiegeln aus den Gebieten um Mengman und Longmen im Kreis Mengla von Yunnan bevorzugen die Tiere die unteren Hangbereiche und Flusstäler im Tiefland. Die Landschaften sind mit Wäldern aus Feigen sowie Vertretern der Gattungen Baccaurea, Alpinia und Phrynium bewachsen. Es besteht eine Präferenz für Habitate mit höheren Bäumen und dichten Gebüschen, die Versteckmöglichkeiten bieten. Außerdem hält sich der Thailand-Kantschil häufig in Wassernähe auf.

## Systematik
Der Thailand-Kantschil ist eine Art aus der Gattung Tragulus innerhalb der Familie der Hirschferkel (Tragulidae) und der Ordnung der Paarhufer (Artiodactyla). Die Hirschferkel umfassen insgesamt drei Gattungen und zählen zu den kleinsten Paarhufern. Innerhalb der Gruppe der Stirnwaffenträger (Pecora) werden sie basal eingeordnet, was unter anderem auch durch genetische Daten belegbar ist. Als besondere Merkmale können die fehlenden Stirnwaffen und die Ausprägung des Tränengangs als einzelne, allerdings langgestreckte Öffnung am inneren Rand der Orbita angesehen werden. Der Gattung Tragulus schließt gemeinsam mit dem Vietnam-Kantschil insgesamt sechs Arten ein, die allesamt in Südostasien und im südlichen Ostasien verbreitet sind. Zu den bekanntesten gehören der Großkantschil (Tragulus napu) und der Kleinkantschil (Tragulus kanchil). Alle Arten sind Bewohner dichter Wälder.
Die wissenschaftliche Erstbeschreibung des Thailand-Kantschils erfolgte durch Cecil Boden Kloss im Jahr 1916. Kloss sah die neue Form als Unterart des Kleinkantschils an und bezeichnete sie dementsprechend mit Tragulus kanchil williamsoni, vermerkte aber die außerordentliche Größe des Tieres. Als Holotyp gilt ein ausgewachsenes Weibchen. Dieses stammt nach der Originalbeschreibung aus dem Me Song forest in der nordthailändischen Provinz Phrae. In neueren Arbeiten wird zumeist Meh Lem im Landkreis Amphoe Mueang Phrae in besagter Provinz als Terra typica angegeben. Das Artepitheton ehrt W. J. F. Williamson, einen der Finder des Belegexemplars und gleichzeitig Mitherausgeber der Zeitschrift, in der die Erstbeschreibung erschien.
Für den Rest des 20. Jahrhunderts blieb Kloss' Belegexemplar das einzige eindeutig bekannte Individuum des Thailand-Kantschil. Eine im Jahr 1989 veröffentlichte karyologische Studie an Tieren aus der chinesischen Provinz Yunnan bezog sich zwar auf den Thailand-Kantschil, stellte die dazu genutzten Individuen aber nicht vor. Der darin aufgeführte doppelte Chromosomensatz von 2n=32 entspricht dem der anderen Hirschferkel, die bisher untersucht wurden. In der Regel behielt der Thailand-Kantschil somit seinen Unterartenstatus bei. Allerdings wurde er mitunter auch als Tragulus javanicus williamsoni geführt. Dies geht auf ein in den 1940er Jahren favorisiertes Zweiartenkonzept innerhalb der Gattung Tragulus zurück, bei dem nur zwischen dem Groß- und dem Kleinkantschil unterschieden und letzterer aufgrund der Namenspriorität mit Tragulus javanicus bezeichnet wurde. Schädelmorphologische Untersuchungen aus dem Jahr 2004 legten aber nahe, dass der Thailand-Kantschil möglicherweise als eigenständige Art anzusehen sei. Die Autoren der Studie, Erik Meijaard und Colin P. Groves, begründeten dies mit den großen Ausmaßen des Schädels im Vergleich zum Kleinkantschil und erhoben den Thailand-Kantschil provisorisch auf Artebene, nicht ohne jedoch darauf hinzuweisen, dass diese Einschätzung nur auf einem untersuchten Exemplar beruht. In ihrer Aufarbeitung gruppierten sie den Thailand-Katschil in eine Tragulus javanicus-Gruppe, welche neben diesem zusätzlich den Kleinkantschil und den namengebenden Java-Kantschil beinhaltet. Diese kleinförmigen Arten stehen der Tragulus napu-Gruppe mit großen Vertretern wie dem Großkantschil und dem Balabac-Kantschil (Tragulus nigricans) gegenüber. Eine neue Untersuchung aus dem Jahr 2017 an zwei zusätzlichen, großen Schädeln aus dem Kreis Mengla in Yunnan unterstützt die Ansicht einer eigenen Artstellung des Thailand-Kantschils. Um dessen  taxonomischen Status aber genauer festlegen zu können, bedarf es weiterer Analysen, unter anderem auch an der Typuslokalität. In einzelnen Systematiken wie in der von Groves und Peter Grubb im Jahr 2011 veröffentlichten Revision der Huftiere wie auch im gleichjährig erschienenen zweiten Band des Standardwerkes Handbook of the Mammals of the World wird der Thailand-Kantschil als eigenständig betrachtet.

## Gefährdung und Schutz
Die IUCN listet den Thailand-Kantschil in der Kategorie „ungenügende Datenlage“ (data deficient). Es fehlen vor allem Informationen zur Verbreitung und Lebensweise der Tiere, so dass keine Bedrohung für den Bestand ausgewiesen werden kann. Im vermuteten Verbreitungsgebiet herrscht aber teilweise ein hoher Jagddruck auf Wildtiere.